# BNO 뉴스
BNO 뉴스(BNO News)는 네덜란드 틸뷔르흐에 본사를 둔 국제 통신사이다. 미디어 조직에 뉴스 와이어 서비스를 제공한다.

## 개요
BNO 뉴스는 네덜란드의 미카엘 반 포펠이 2007년 5월에 설립했다. 이 회사는 2009년 12월 1일까지 BreakingNews(초기에는 BreakingNewsOn으로 불림)라는 인기 있는 트위터 기반 뉴스 서비스를 운영했다. 정치 뉴스, 자연재해 및 기타 속보에서 일반 뉴스 조직을 앞질렀으며 2009년에는 11개월도 채 안 되는 기간에 16,000명에서 150만 명 이상의 팔로워로 빠르게 성장하여 트위터에서 가장 인기 있는 뉴스 서비스 중 하나가 되었다. 이 서비스는 네덜란드, 아일랜드, 멕시코, 미국의 기자들에 의해 유지되었다.
2007년 9월 7일, BNO 뉴스는 알카에다 지도자 오사마 빈라덴이 등장하는 정품 비디오테이프를 입수하여 로이터 통신사에 라이선스를 부여했다. 2009년 2월, BNO 뉴스는 뉴욕에서 열린 제1회 쇼티 어워드에서 베스트 뉴스 상을 수상했다.
트위터 계정은 2009년 12월 1일 NBC 뉴스에 인수되었으며, 이 회사는 주로 미국 내 다른 뉴스 매체에 구독 기반 뉴스 와이어 서비스를 제공할 계획을 발표했다. 구독 기반 뉴스 와이어 서비스는 2010년 1월 말에 시작되었으며 NBC 뉴스와 다른 뉴스 조직에 뉴스 보도를 제공한다. 모리셔스 기반의 뉴스 웹사이트 아일랜드 크라이시스 뉴스는 2010년 5월 31일 BNO 뉴스의 고객이자 아프리카 최초의 고객이 되었다고 발표했다.
BNO 뉴스는 2015년 6월 자체 콘텐츠가 포함된 웹사이트를 출시하며 소셜 미디어 존재를 재확립했다.
2020년, BNO 뉴스는 BNO 뉴스룸이라는 트위터 계정에서 코로나19 범유행을 실시간으로 보도했다. 또한 팬데믹 초기에 7,100만 회 이상 방문된 코로나바이러스 추적기를 제공했다. 2020년 8월, 이 회사는 코로나바이러스감염증-19 재감염 확진 및 의심 사례를 위한 데이터베이스도 만들었으며, 이 데이터베이스는 스페인과 브라질 보건부를 포함한 연구원 및 정부 관리들이 사용했다.

## 수상 및 표창
| 연도 | 조직               | 후보작        | 상   | 결과 |
| ---- | ------------------ | ------------- | ---- | ---- |
| 2009 | 트위터 쇼티 어워드 | @BreakingNews | 뉴스 | 수상 |

## 같이 보기
- 2007년 오사마 빈라덴 비디오
- 소셜 네트워킹 웹사이트 목록